# George Ducker
George Ducker (Ontario, 27 de setembre de 1871 - Galt, Ontario, 26 de setembre de 1952) va ser un futbolista canadenc que va competir a cavall del segle xix i el segle xx. El 1904 va prendre part en els Jocs Olímpics de Saint Louis, on guanyà la medalla d'or en la competició de futbol com a membre del Galt F.C., que representava el Canadà.